# Koreiz
Koreiz (ukrajinsky Кореїз, Korejiz, rusky Кореиз, Koreiz, krymskou tatarštinou Коreiz) je městečko (oficiálně sídlo městského typu) na Krymu. Leží na břehu Černého moře pod Krymskými horami, asi 20 km západně od Jalty a zhruba 110 km od Simferopolu. Rozkládá se na ploše 12 km2 a podle informací z roku 2014 zde žije 5 455 obyvatel. Je známé především pro své dva paláce (Dulber a Jusupovský palác). Administrativně spadá pod správu Jaltské městské rady.